# Nothophryne broadleyi
Nothophryne broadleyi is een kikker uit de familie Pyxicephalidae. De soort werd voor het eerst wetenschappelijk beschreven door John Charles Poynton in 1963. Het is de enige soort uit het geslacht Nothophryne.
Deze bodembewonende soort komt voor in delen van Afrika en leeft in de landen Malawi en Mozambique. De habitat bestaat uit rotsige omgevingen in bossen of graslanden op een hoogte van 1200 tot bijna 3000 meter boven zeeniveau. De kikker komt alleen voor in berggebieden, namelijk Mount Ribaue (Mozambique) en Mount Mulanje (Malawi). Met name bij Mount Mulanje is de kikker in grote aantallen te vinden in de paartijd. De eitjes worden afgezet in het natte mos aan de oever van kleine beekjes met een rotsige ondergrond. De kikkervisjes maken gebruik van de natte rotsen om zich te verspreiden.
Bedreigingen zijn houtkap en kleinschalige landbouw.
Amietia · 
Anhydrophryne · 
Arthroleptella · 
Cacosternum · 
Ericabatrachus · 
Microbatrachella · 
Natalobatrachus · 
Nothophryne · 
Poyntonia · 
Strongylopus · 
Tomopterna